# Kaitlin Quevedo
Kaitlin Quevedo (13 de febrero de 2006) es una tenista española. De familia canaria, se formó tenísticamente en EEUU, concretamente en Naples, Florida, en la Gomez Tennis Academy.
En 2021 fue Campeona Nacional de EEUU en pista de Tierra (Athletic Club Alabama, Huntsville, AL(USA)) para menores de 16 años.
En 2022 fue campeona de la Copa Mundial Juvenil Guadalajara Country Club, 2022.
Profesional desde 2022, su primer torneo ganado fue el W15 de Cancún (Méjico). En diciembre de 2023 alcanzó el puesto 6 del ranquin ITF. En cuanto a la WTA, el 14 de abril de 2025 llegó hasta el puesto 266 del ranking

## Títulos ITF (3)

### Individuales (3)
| N.° | Fecha                    | Torneo                              | Superficie | Oponente en la final | Resultado     |
| --- | ------------------------ | ----------------------------------- | ---------- | -------------------- | ------------- |
| 3.  | 23 de octubre de 2022    | W15 Bucaramanga ITF 2022 (Colombia) | tierra     | Sofia Sewing         | 6-3, 6-7, 7-5 |
| 2.  | 2 de octubre de 2022     | W15 Cancun 13 ITF 2022 (México)     | dura       | Fruchtman Mika Dagan | 6-2, 6-2      |
| 1.  | 18 de septiembre de 2022 | W15 Cancun 11 ITF 2022 (México)     | dura       | Thasa Grana Pedretti | 6-4, 6-3      |